# مسجد الحاج يونس
مسجد الحاج يونس هو مسجد تاريخي يعود إلى عصر الدولة الصفوية، ويقع في أصفهان.